# Knivskär (vid Ådön, Nagu)
Knivskär är en ö i Nagu,  Finland. Den ligger i Skärgårdshavet i Pargas stad i den ekonomiska regionen  Åboland i landskapet Egentliga Finland, i den sydvästra delen av landet. Ön ligger 21 kilometer söder om Nagu kyrka, 52 kilometer söder om Åbo och omkring 170 kilometer väster om Helsingfors. Förbindelsebåten M/S Nordep trafikerar Knivskär.
Öns area är 17,8 hektar och dess största längd är 0,9 kilometer i sydöst-nordvästlig riktning. Ön höjer sig omkring 15 meter över havsytan.